# Philippines AirAsia
Philippines AirAsia – filipińskie tanie linie lotnicze, z siedzibą w Manili. Obsługują połączenia azjatyckie. Głównym hubem jest port lotniczy Manila.
Założone przez największe tanie linie lotnicze Azji AirAsia 21 października 2013 pod nazwą AirAsia Zest. Od grudnia 2015 realizuje połączenia pod obecną nazwą.

## Flota
Według stanu na maj 2025 flota Philippines AirAsia składała się z 25 samolotów o średnim wieku 17 lat:
| Samolot         | Samolot | Samolot   | Liczba miejsc | Liczba miejsc | Uwagi |
| Model           | Aktywne | Zamówione | E             | Łącznie       | Uwagi |
| --------------- | ------- | --------- | ------------- | ------------- | ----- |
| Airbus A320-200 | 25      | -         | 180           | 180           |       |
| Łącznie         | 25      | 0         |               |               |       |